# Hilarographa celebesiana
Hilarographa celebesiana is een vlinder uit de familie bladrollers (Tortricidae). De wetenschappelijke naam van de soort is voor het eerst geldig gepubliceerd in 2009 door Józef Razowski.

## Type
- holotype: "male, 1886. leg. Doherty. genitalia slide no. 31858"
- instituut: BMNH. Londen, Engeland
- typelocatie: "Indonesia, S. Celebes"